# Delfzijl-Noord

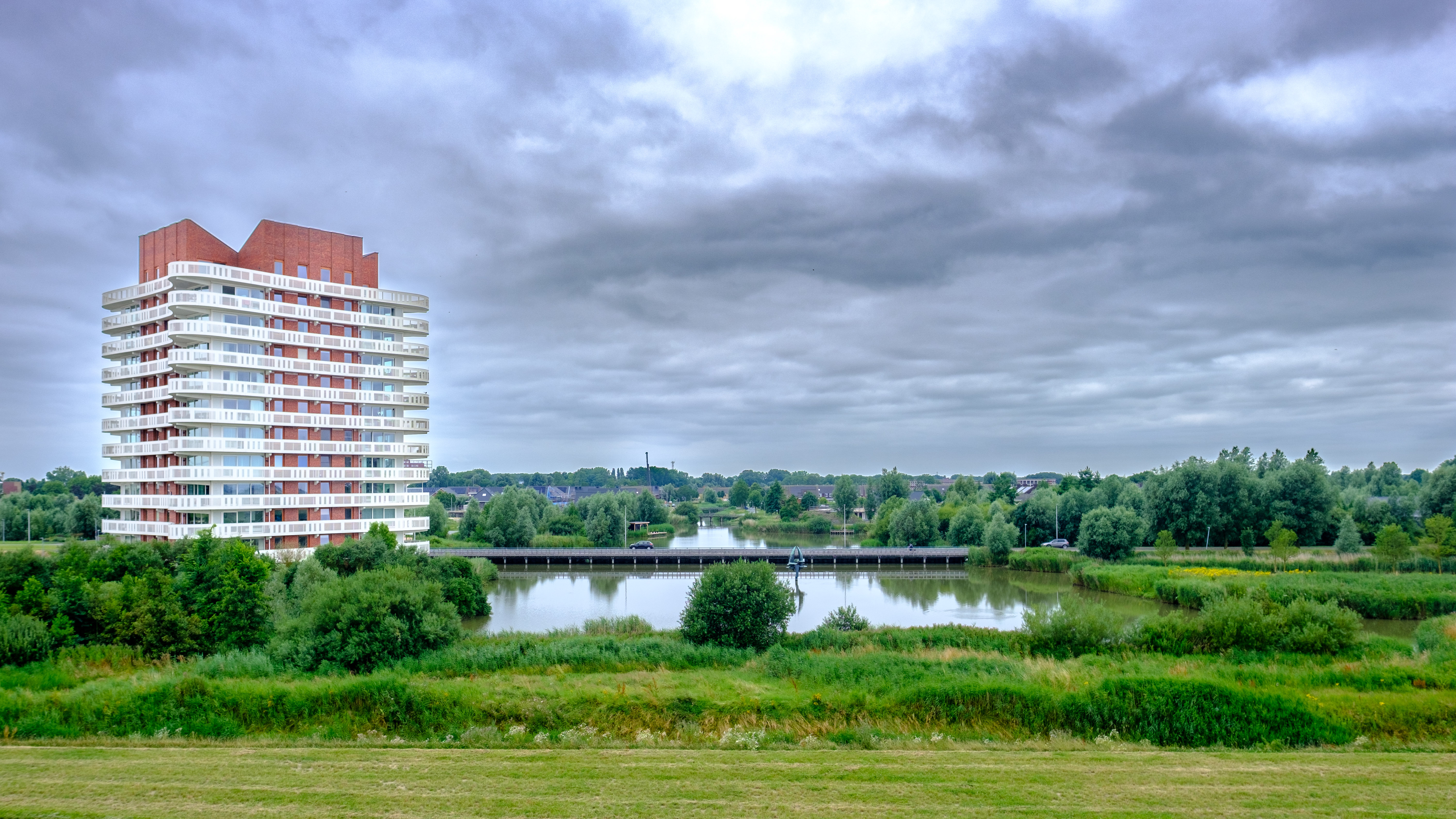
Woontoren (2007, De Zwarte Hond) gezien vanaf de dijk

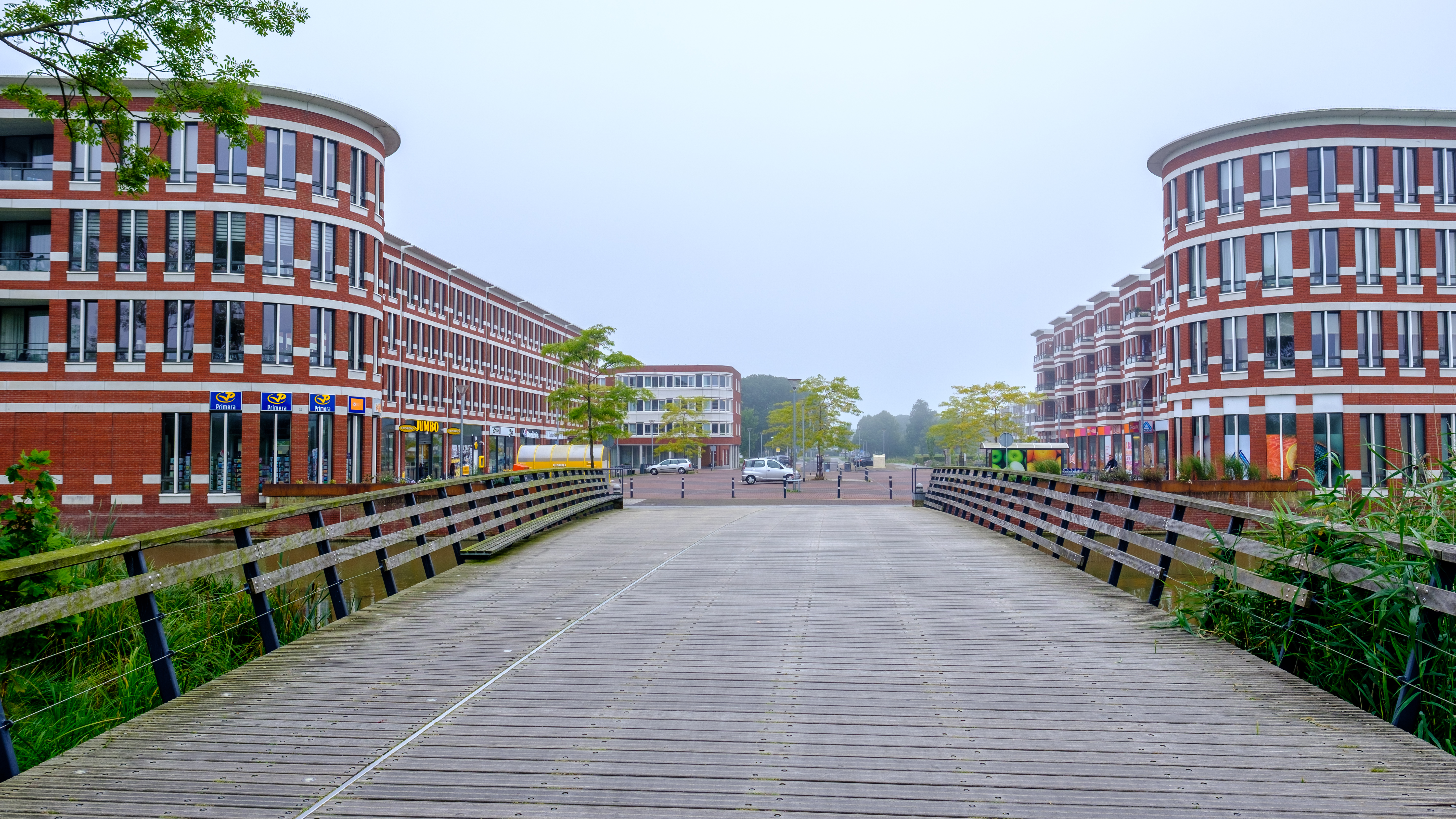
Het in 2009 geopende winkelcentrum De Wending in Delfzijl-Noord naar ontwerp van Liesbeth van der Pol

Delfzijl-Noord is het gedeelte van Delfzijl in de Nederlandse gemeente Eemsdelta, gelegen ten noorden van de spoorlijn Groningen - Delfzijl. De wierdedorpen Biessum en Uitwierde liggen er tegenaan. In het noordoosten grenst de wijk aan de dijk en de Eems. In het zuiden aan Delfzijl-Centrum en Delfzijl-West.  De wijk is ontstaan in de jaren 50. De wijk  had op 1 januari 2023 circa 5815 inwoners. In 2001 waren dit ruim 8.200 inwoners en in 1995 waren het er 10.065. 

## Geschiedenis
Op de plek waar het huidige Delfzijl-Noord nu ligt stond lange tijd een kleine Borg. In de middeleeuwen werd dit ook wel een steenhuis genoemd. Deze borg was Bettingeheem genaamd. De borg werd gebouwd op een kleine wierde. De eerste vermeldingen van de borg zijn in het jaar 1548. In 1583 wordt de borg 'Betkeheim' genoemd. De borg wisselde in de loop van de tijd verschillende keren van eigenaar. De borg heeft later de naam Kuilsburg of 'Koelsburg' gekregen, genoemd naar de bewoner van destijds, 'Jan Jans Cuil' rond 1696.
Tijdens het Beleg van Delfzijl (1813-1814) werd op de plek waar later Delfzijl-Noord is verrezen, hevig gevochten tussen de Franse bezetters van Delfzijl en de troepen van kolonel Marcus Busch. Door de Fransen werden boerderijen in de buurt vernietigd om een vrij schootveld te creëren. Hierbij zijn waarschijnlijk de resten van de borg Bettingeheem ook geruimd. Tegenwoordig is er een zorgcentrum 'Betingeheem' wat naar deze borg genoemd is. Ook het appartementencomplex aan de polarisweg is vernoemd en draagt de naam 'Betingestaete'.
Later stond er in de nabijheid van de borg een boerderij, 'Kuilsburg' genaamd. De boerderij is in 1950 door de gemeente Delfzijl aangekocht en niet veel later afgebroken om plaats te maken voor de uitbreiding van Delfzijl. In het park de groene scheg staat er zowel voor de borg alsmede voor de boerderij een monument.
Juist ten noorden van Delfzijl-Noord ligt de batterie nansum, door de duitsers gebouwd in de tweede wereldoorlog met als doel Delfzijl te verdedigen. 
De wijk is grotendeels gebouwd in de periode 1950 - 1980, toen de uitbreiding van de industrie in Delfzijl zorgde voor een verhoogde behoefte voor huisvestiging van werknemers. Het gehucht Ladysmith lag in Delfzijl-Noord en moest wijken voor de aanleg van de hogelandsterweg begin jaren 70.In dezelfde periode werd ook het natuurgebied Biessumerbos aangelegd, een tegenwoordig door natuurmomenten beheerd bos met een typisch Noord Groningslandschap.
De wijk beschikte onder meer over een eigen winkelcentrum 'Kuilsburg' geheten, genoemd naar een oude boerderij die op die plaats gestaan had. Dit winkelcentrum was het hart van de wijk. In de jaren 80 traden de artiesten Pé Daalemmer & Rooie Rinus hier regelmatig op. Tegenwoordig ligt op de plek van het winkelcentrum een park. Het carillon, dat jarenlang midden in het winkelcentrum stond, staat nog op dezelfde plek, nu in het park, als herinnering. De boerderij zelf, die gesloopt werd bij aanleg van het winkelcentrum is vereeuwigd in een houten kunstwerk nabij de plek waar deze ooit stond. 
Ook beschikte de wijk over een eigen poppodium 'Sjangpouk' genaamd, waar diverse binnen en buitenlandse artiesten optraden.  Later werd dit poppodium 'Krafla' genoemd. Bekende bands die hier onder andere hebben opgetreden zijn: Claw Boys Claw, Normaal, De Dijk, Cuby and the Blizzards, Herman Brood & His Wild Romance. Bekend was het Springpopfestival waar diverse beginnende bands een kans kregen om op te treden, tegenwoordig is het festival weer nieuw leven ingeblazen op een andere plek in Delfzijl. 
In 2007 maakte Janine Abbring een tiendelige televisieserie genaamd '30 dagen Delfzijl' over het leven in Delfzijl en woonde enige tijd in de wijk. Het winkelcentrum Kuilsburg werd in 2009 vervangen door het winkelcentrum De Wending. Dat kreeg al meteen kritiek, omdat de behoefte aan een tweede winkelcentrum naast het stadshart van Delfzijl betwijfeld werd.
Delfzijl-Noord was tot aan midden jaren negentig een levendige woonwijk, maar kreeg te maken met enige leegloop en veroudering van de woningvoorraad. Daarom heeft een grootscheepse vernieuwing plaatsgevonden, waarbij oude huizen grotendeels door nieuwe woningen zijn vervangen. Ook speelde de aardbevingsproblematiek een rol in deze grootschalige sloop en nieuwbouw. Anno 2025 heeft deze vernieuwing grotendeels plaatsgevonden.
De drie overgebleven basisscholen in Delfzijl-Noord werden rond 2012 vervangen door de Brede School Noord: Dit waren CBS De meerpaal in de Landenbuurt, De Viking-Noorman in Bornholm en OBS De Brandaris in de Rif- Zandplatenbuurt. De Brede school moest echter enkele jaren later alweer (deels) gesloopt worden aangezien deze niet aardbevingsbestendig was, een ander deel bestaat nog en huisvest onder andere een welzijnsorganisatie. De nieuwbouw kwam gereed in 2022 en wordt nu Kindcentrum Delfzijl-Noord genoemd.
In Delfzijl-Noord bevindt zich een zeestrand met een strandpodium voor concerten bij onder meer de Pinksterfeesten en DelfSail. Het Eemshotel is gebouwd op palen in de Eemsmonding. Ertegenover ligt het Muzeeaquarium Delfzijl met daarin het hunebed G5, dat als meest noordelijke hunebed van Nederland gevonden is bij Heveskesklooster in de Delfzijlster Oosterhoek. Er waren in Delfzijl-Noord ook een camping en een attractiepark, die hebben plaatsgemaakt voor de wijk Kwelderland.
Het Windpark Delfzijl Noord bevindt zich ondanks de naam niet bij Delfzijl-Noord, maar ten zuidoosten van Delfzijl in de Oosterhoek, grenzend aan het industriegebied Oosterhorn.

## Galerij

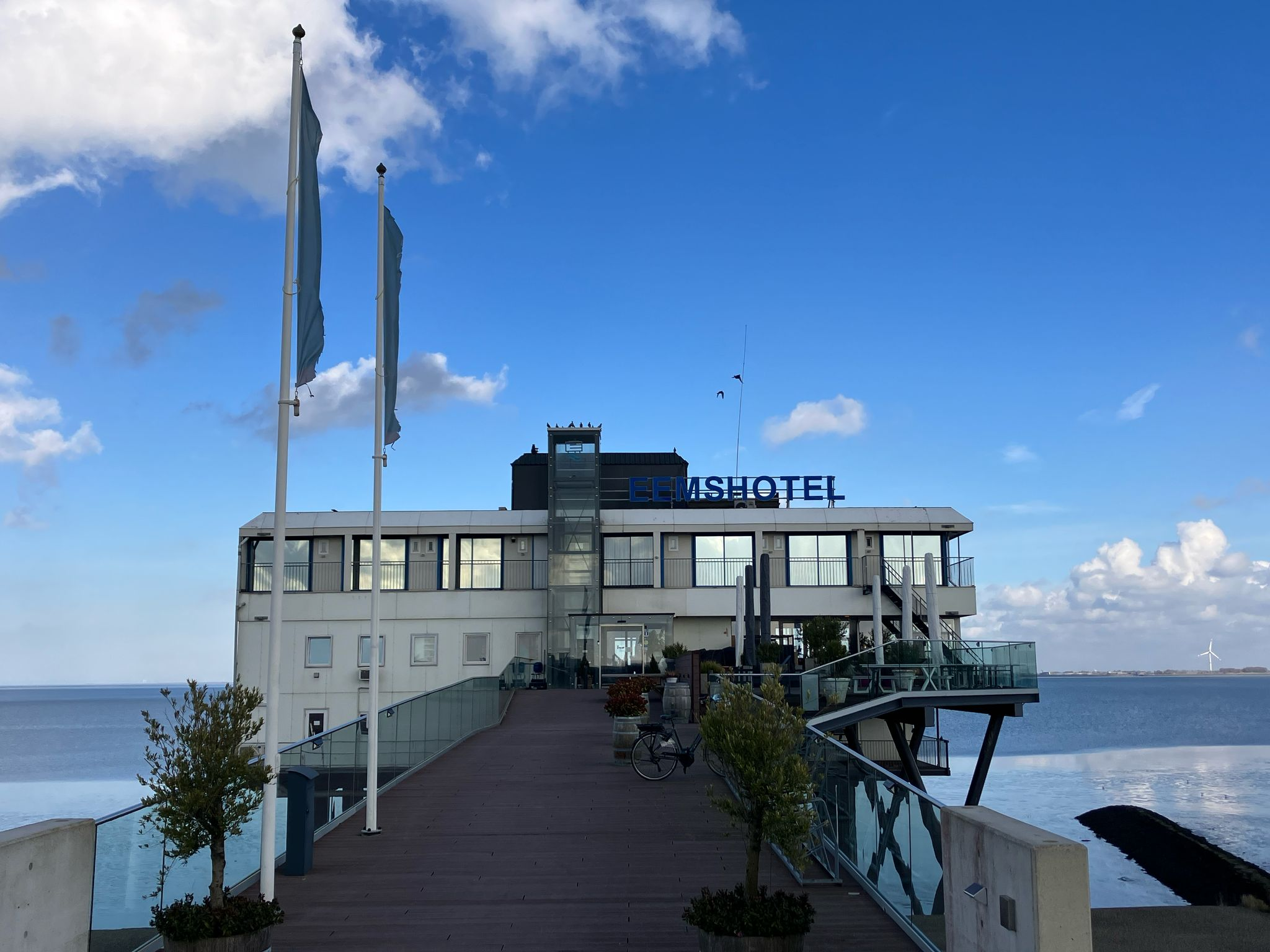
Het Eemshotel nabij Delfzijl-Noord.
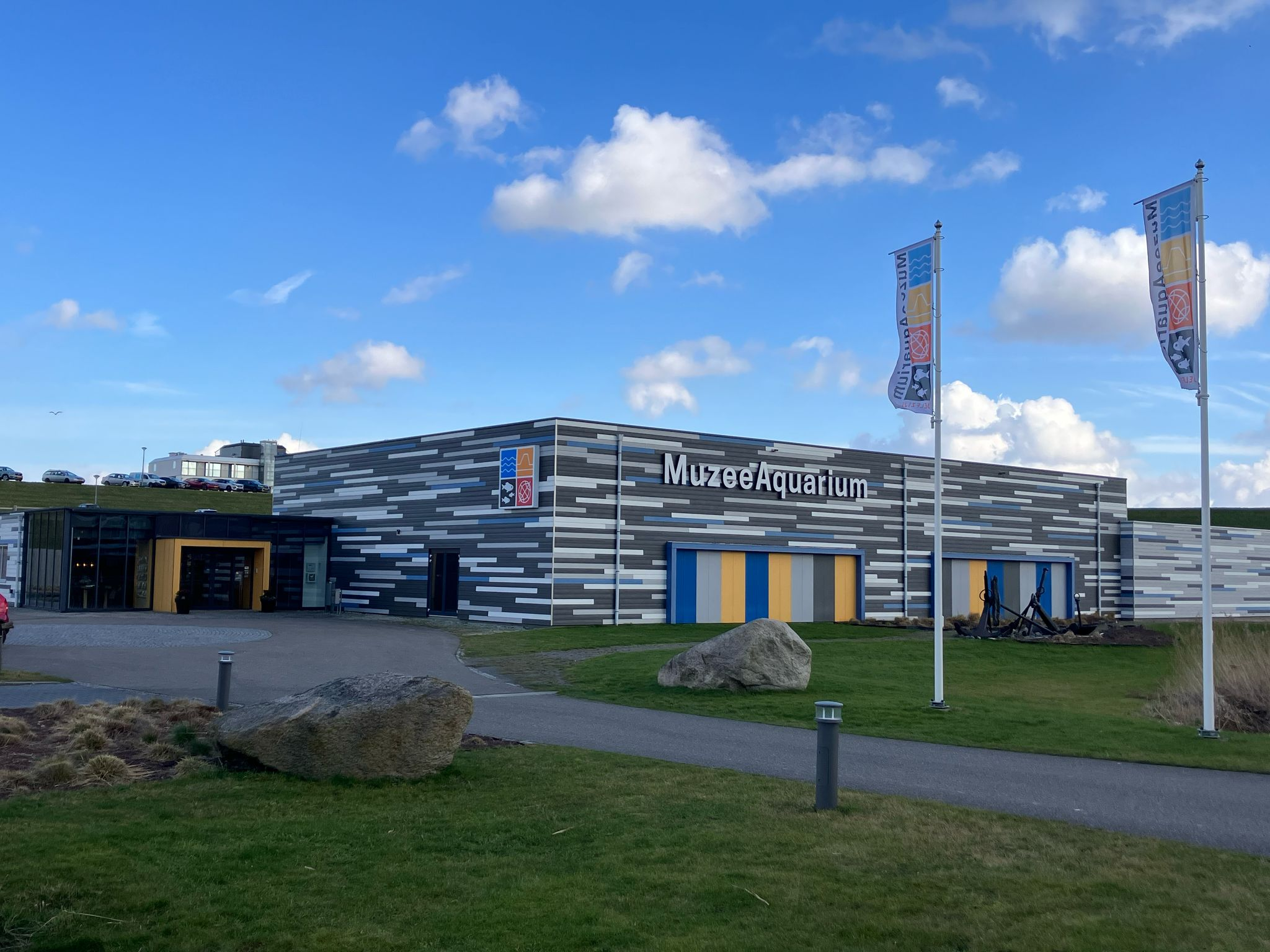
MuzeeAquarium aan de kustweg Delfzijl.
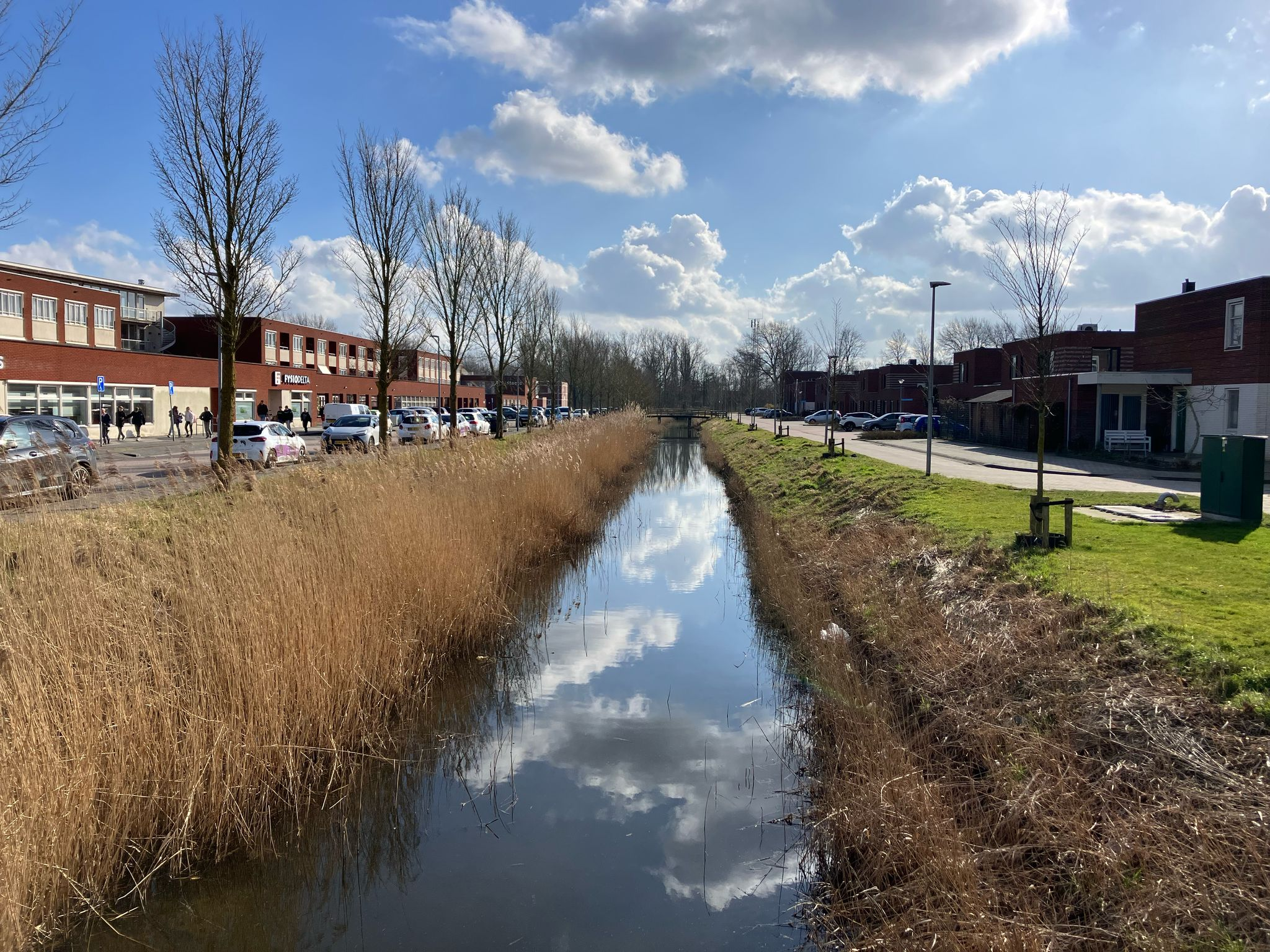
Doorkijk in de Schrijversbuurt, links de Ede Staal straat.
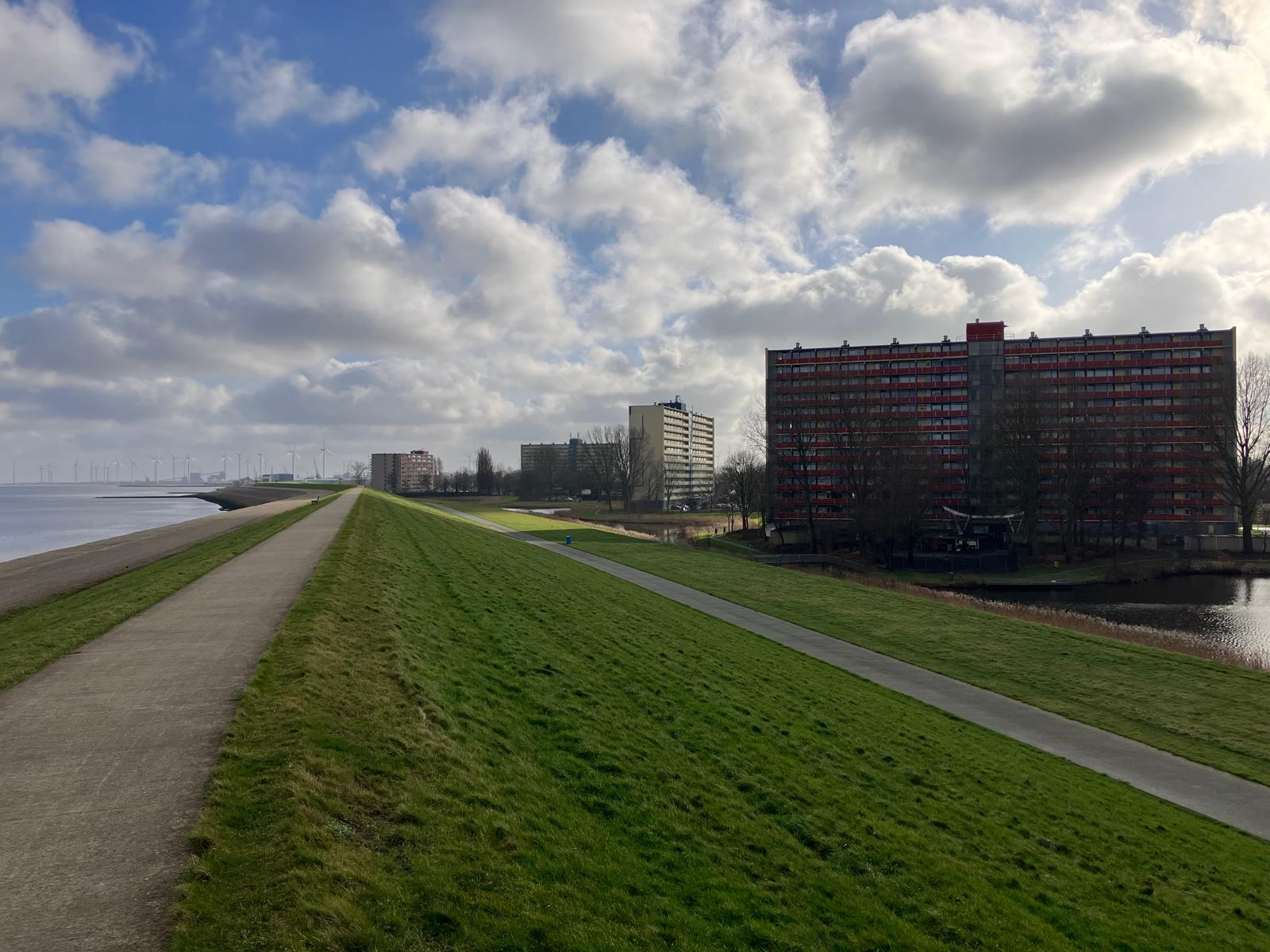
Flats langs de kustweg in de buurt bornholm (Delfzijl-Noord).
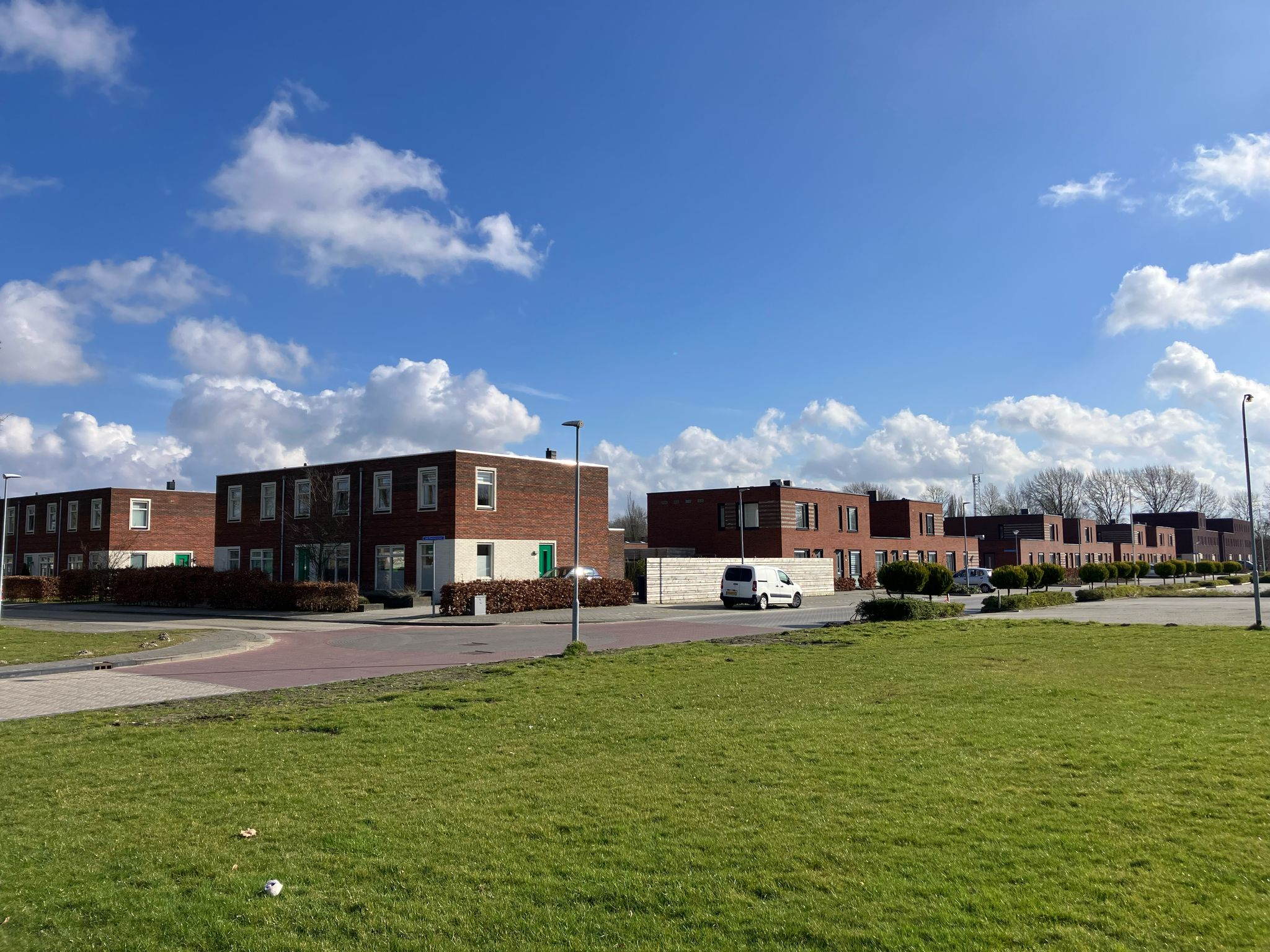
De Schrijversbuurt in Delfzijl-Noord.
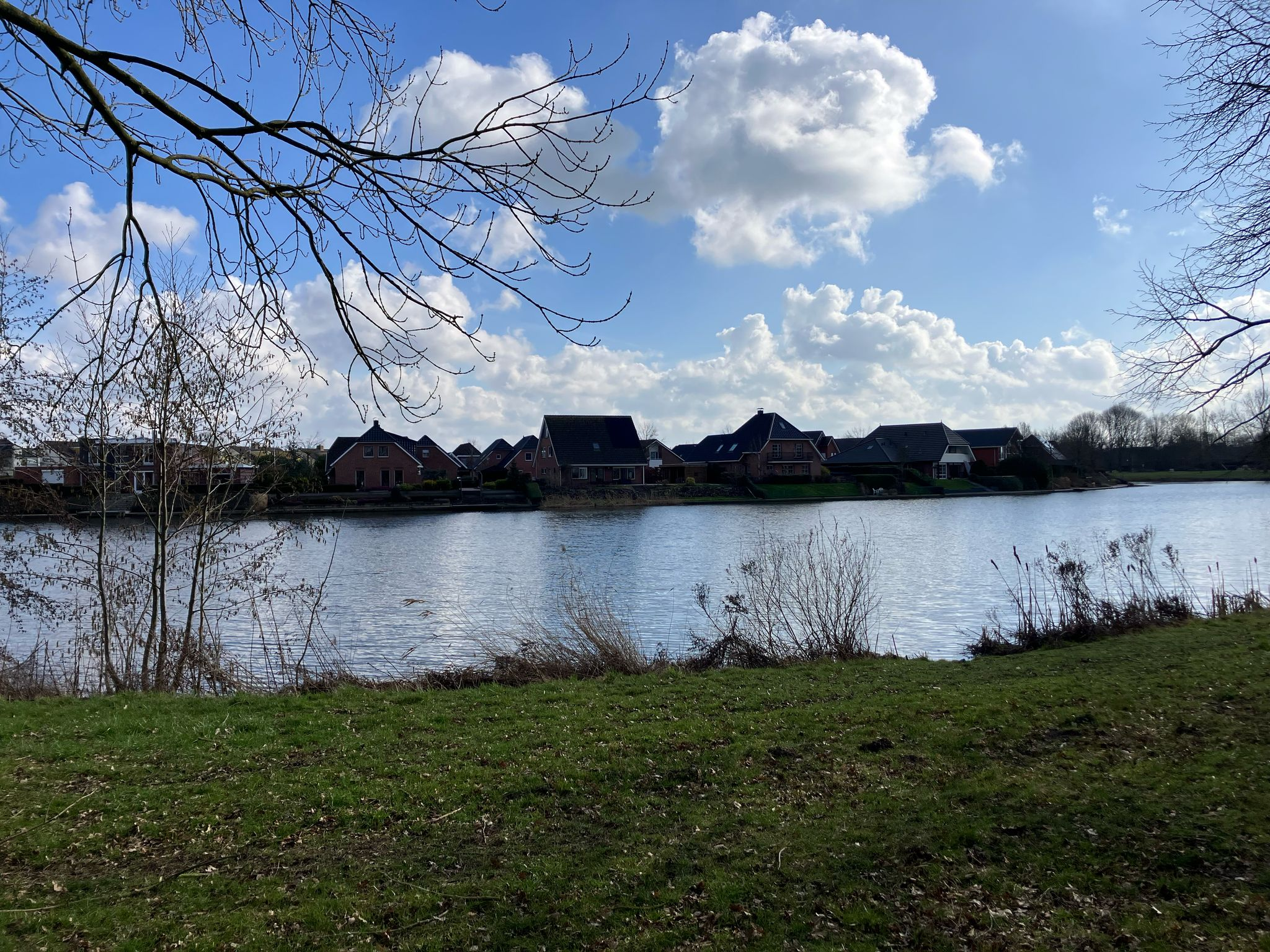
De buurt Biessumerwaard in Delfzijl- Noord.
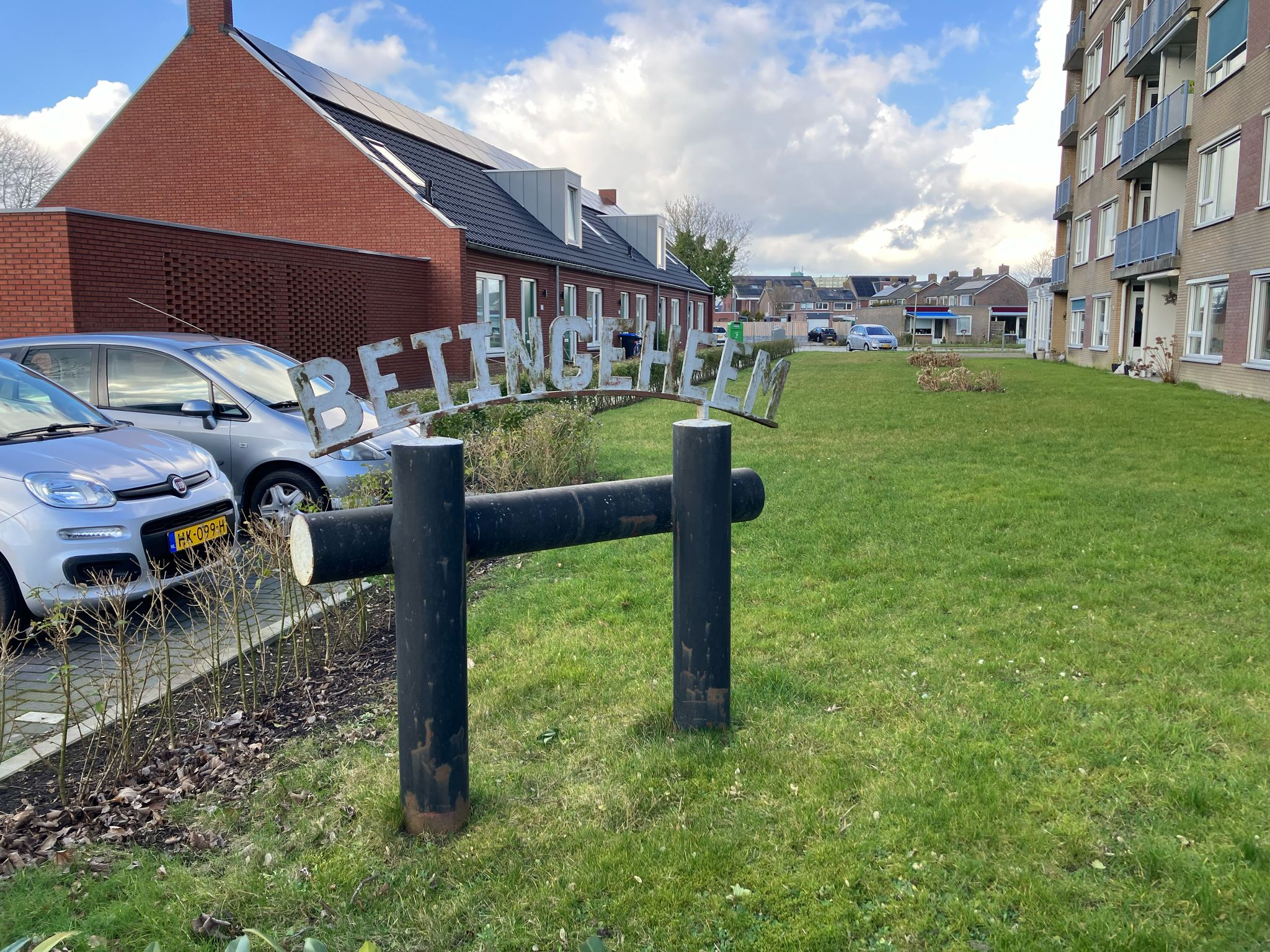
Herinneringsteken nabij de plaats waar Bettingeheem ooit stond.
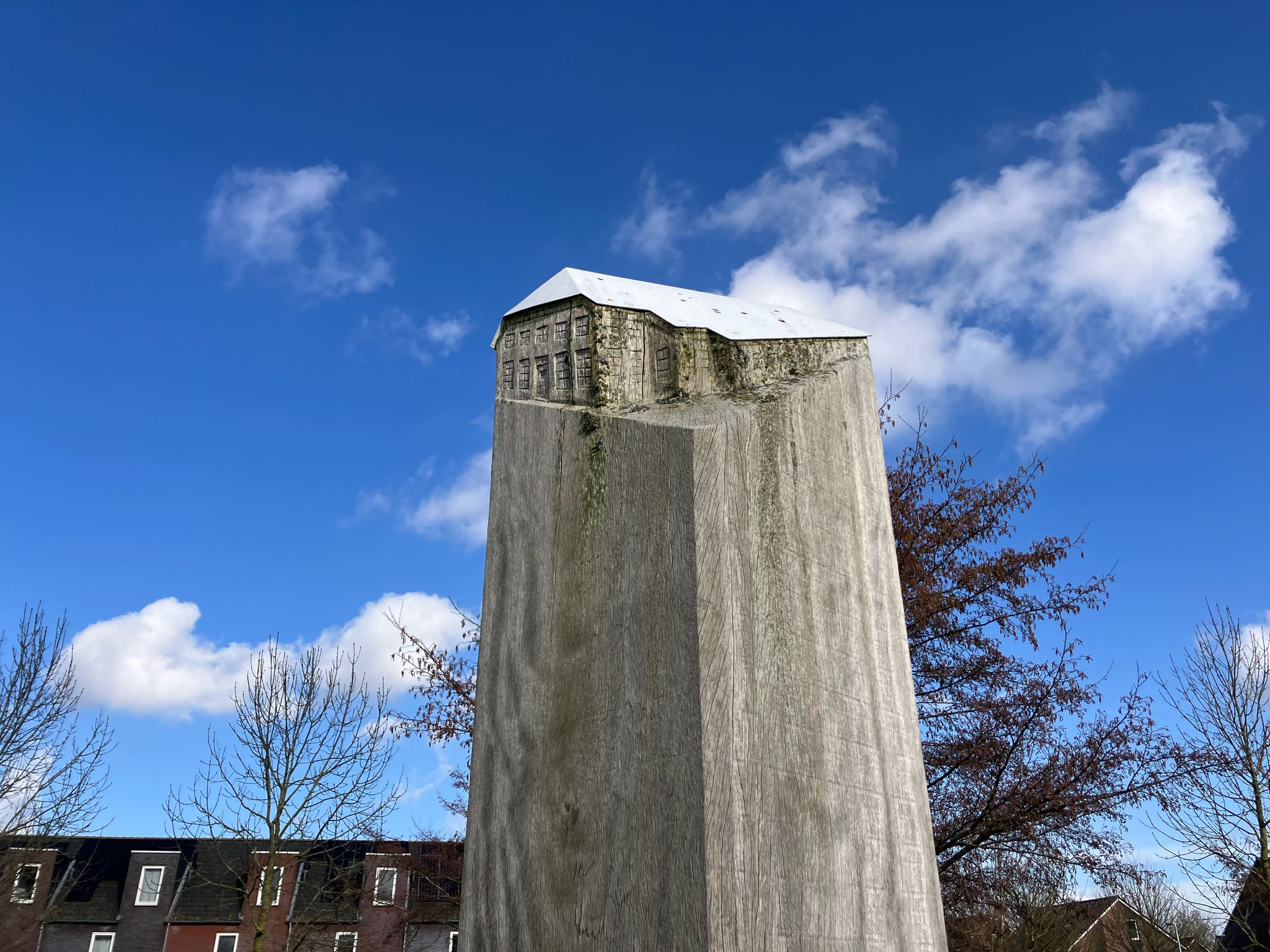
Monument voor boerderij Kuilsburg in het stadspark groene scheg Delfzijl- Noord.
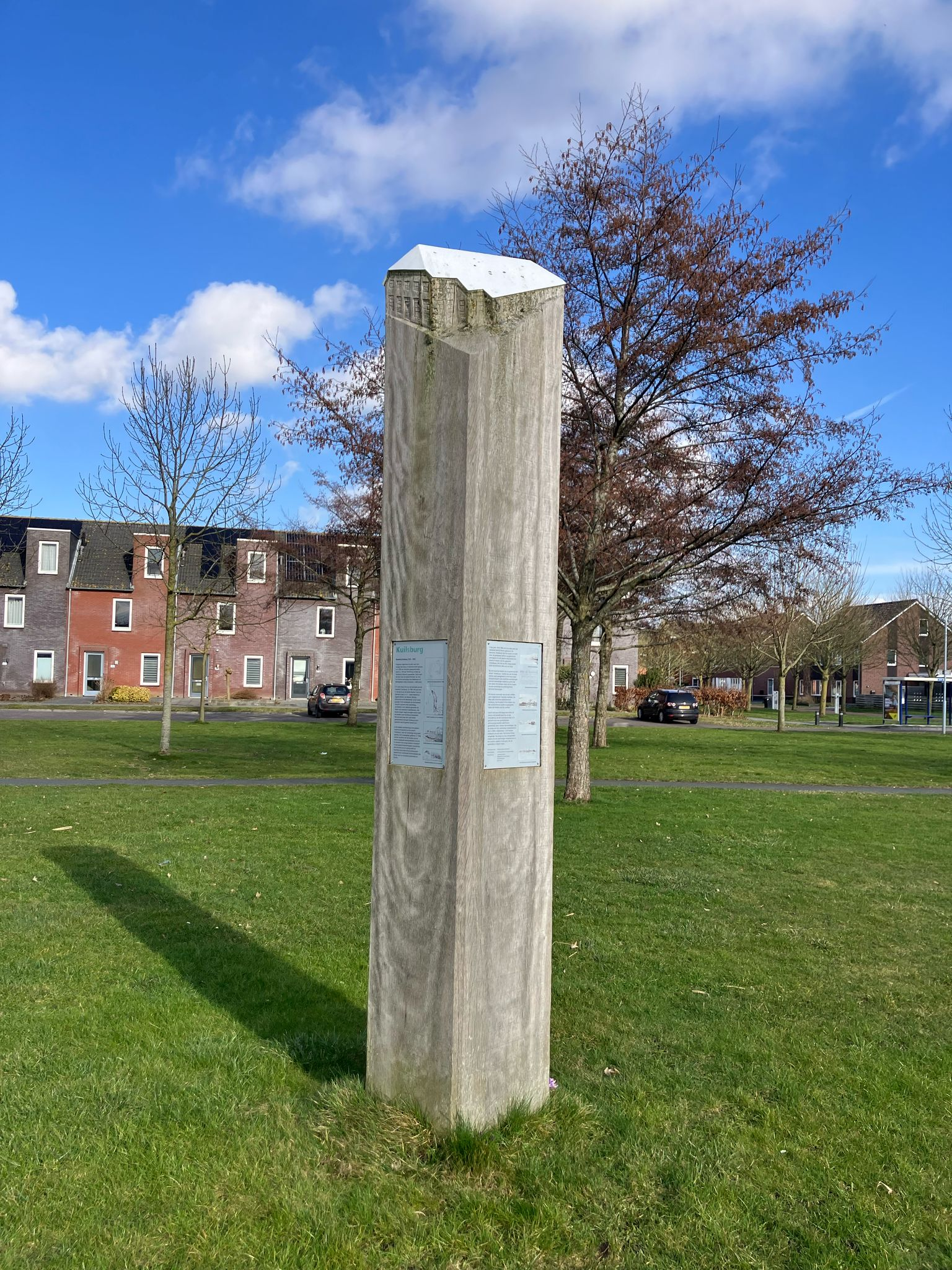
Monument voor boerderij Kuilsburg in het stadspark groene scheg Delfzijl-Noord overzicht.
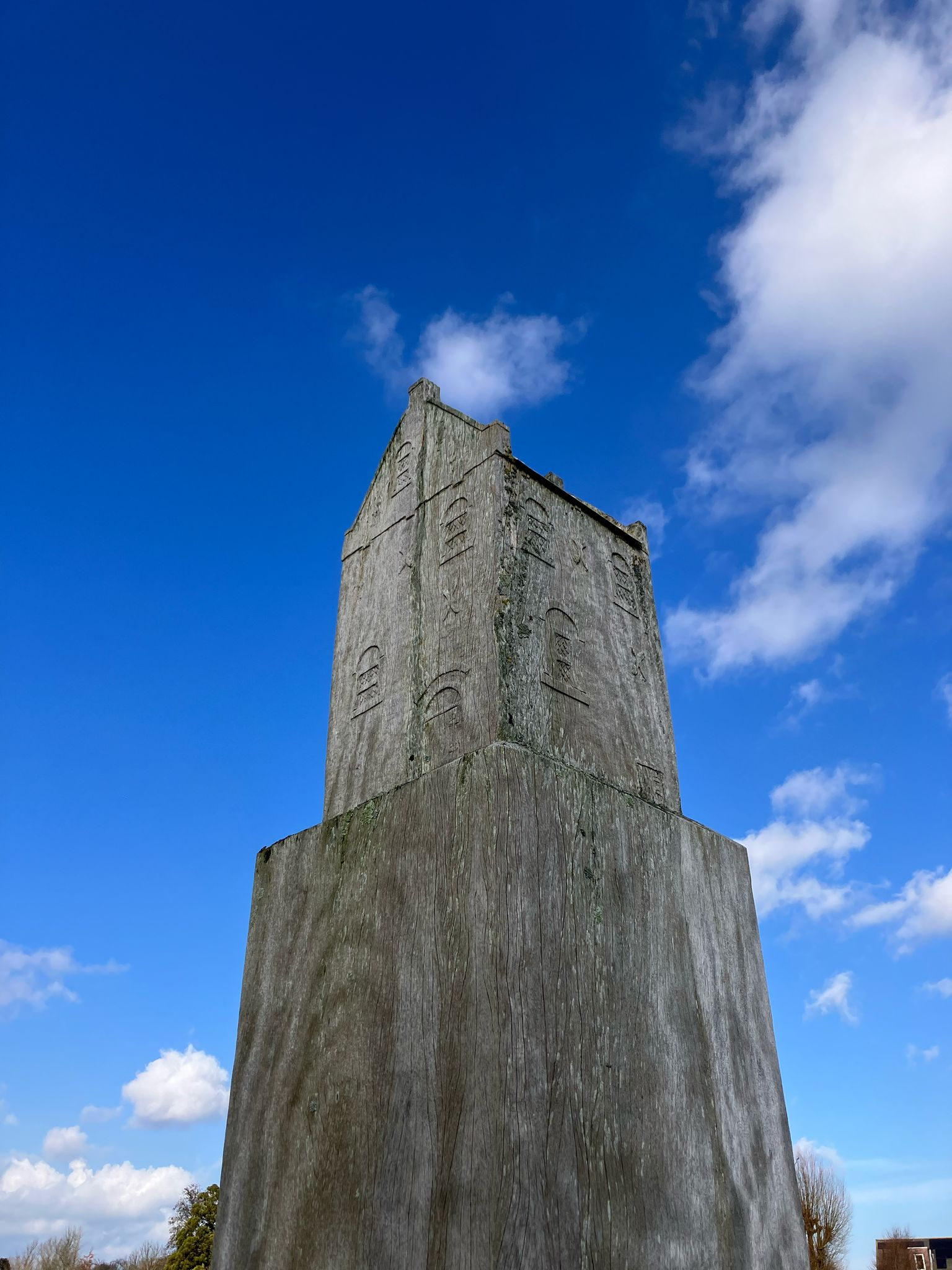
Monument voor de Borg Bettingeheem in het stadspark groene scheg.
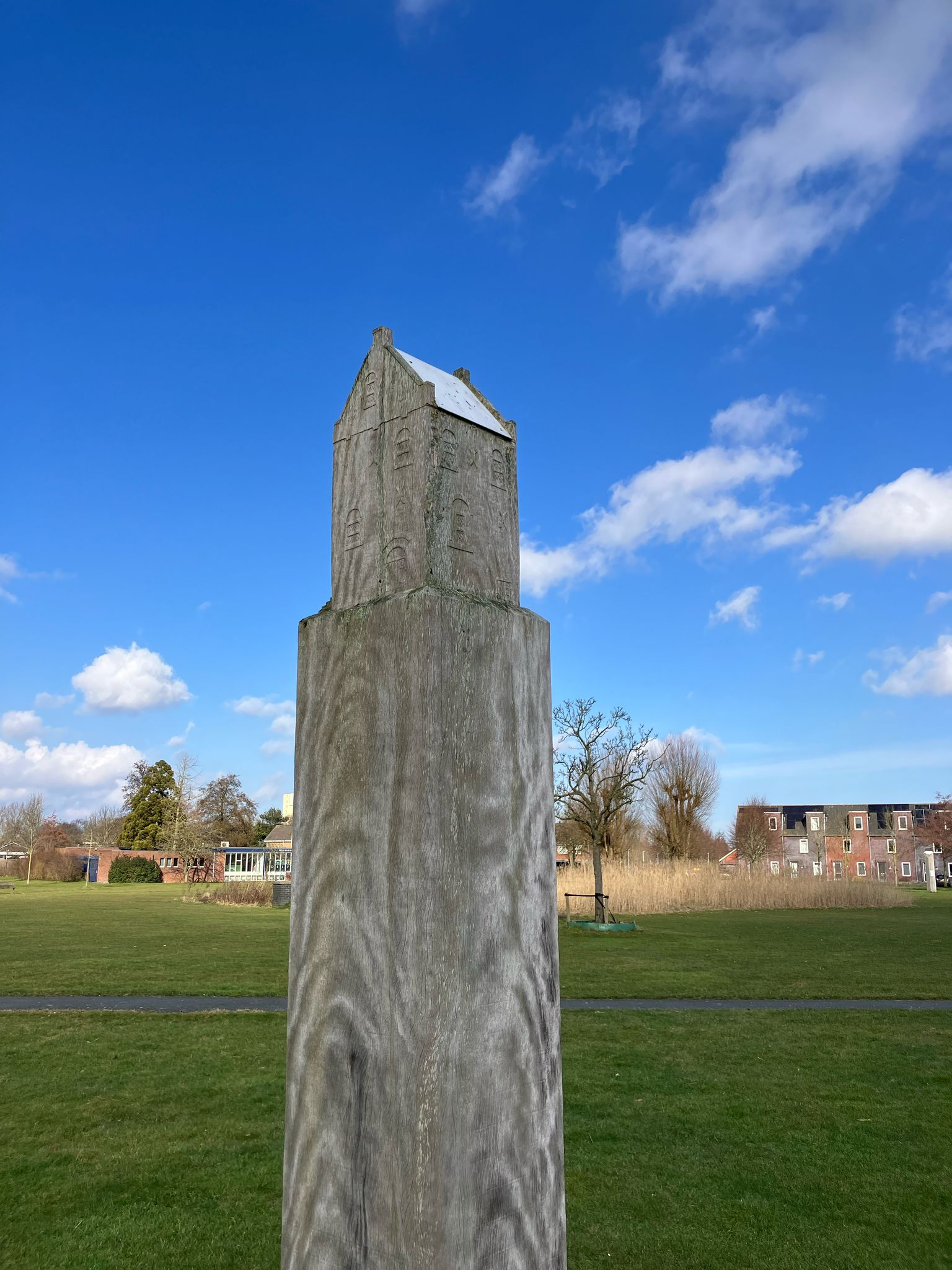
Monument voor de Borg Bettingeheem in het stadspark groene scheg Delfzijl-Noord overzichtsfoto.
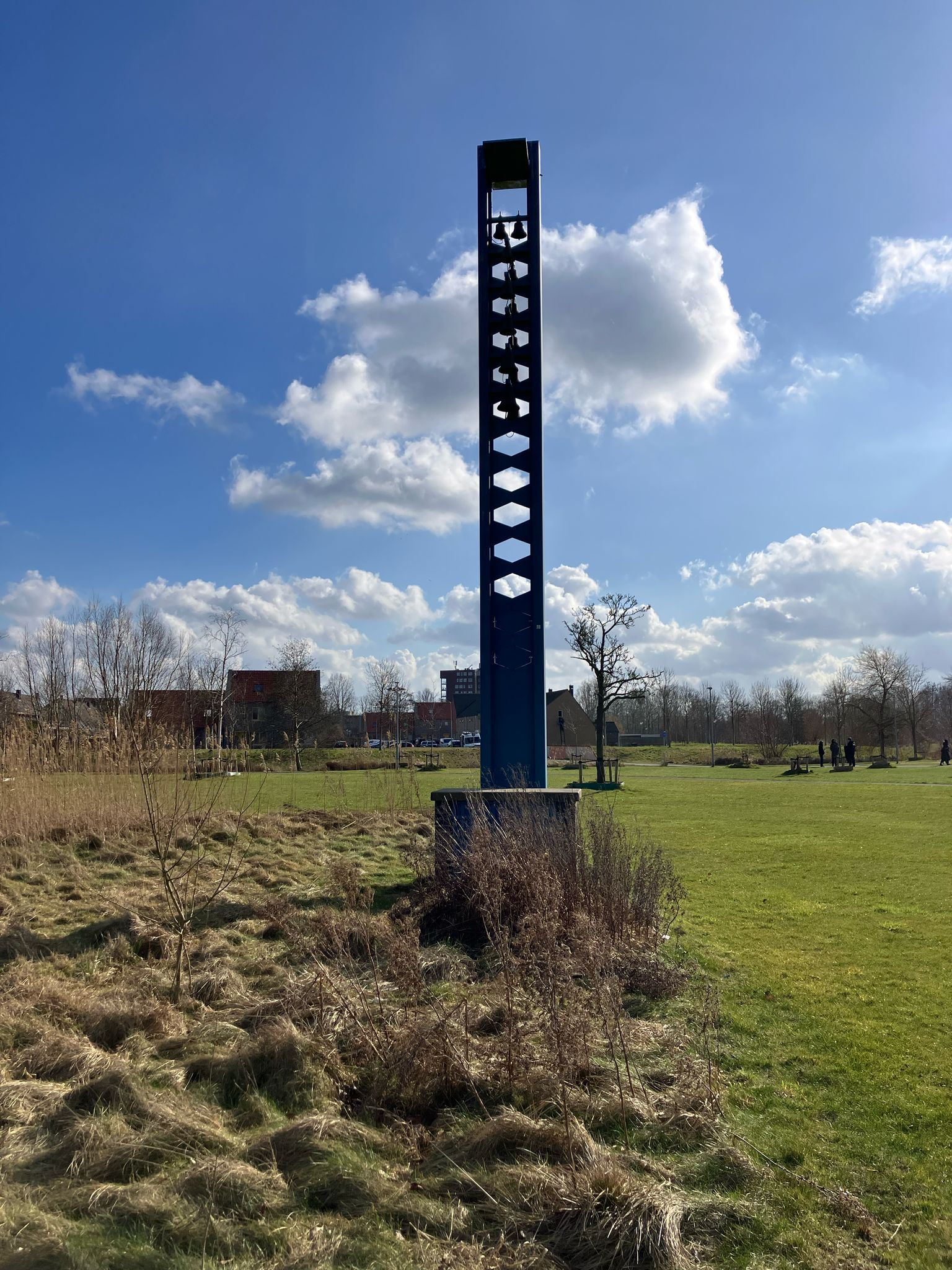
Het carillon wat voorheen in het winkelcentrum Kuilsburg stond, nu op dezelfde plaats in het stadspark groene scheg Delfzijl-Noord.
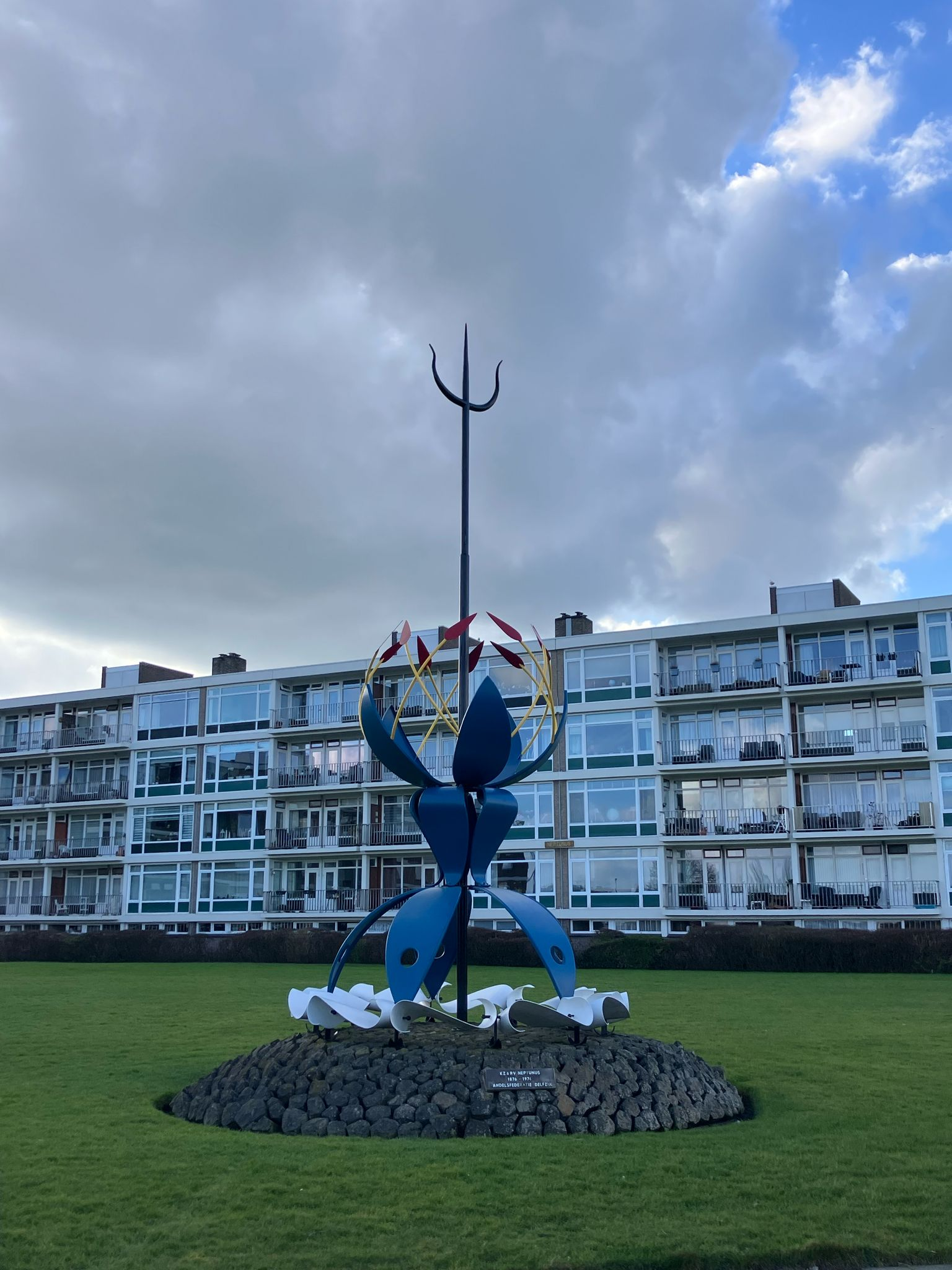
Monument ter gelegenheid van100 jaar Neptunus, kustweg Delfzijl-Noord.

## Buurten
Delfzijl-Noord telt acht buurten:
- Polarisbuurt, het gedeelte het dichtst bij het centrum van Delfzijl tegen de spoorlijn aan
- Kwelderland, een recent gebouwde buurt met veel groen en water naast de dijk op de plek van de vroegere Sterrenbuurt

- Bornholm, nabij het verdwenen gehucht Naterij (Ladysmith)
- Vestingbuurt, ook wel de Groene Scheg genoemd (stadspark).
- Landenbuurt
- Rif- en Zandplatenbuurt
- Schrijversbuurt, ook een nieuwe buurt met een wat stedelijker karakter.
- Biessumerwaard[21], in het uiterste westen nabij de wierdes Biessum en Uitwierde.

## Bevolkingsontwikkeling
| Bevolkingsontwikkeling tussen 1971 en 2023 |
| ------------------------------------------ |
|                                            |
| Bron: Volkstellingen en CBS.               |